# Dicranomyia annulipes
Dicranomyia annulipes är en tvåvingeart som beskrevs av Frederick Askew Skuse 1890. Dicranomyia annulipes ingår i släktet Dicranomyia och familjen småharkrankar. Inga underarter finns listade i Catalogue of Life.